# 제로 2
제로 2(Fatal Frame II: Crimson Butterfly, 일본어: 零 〜紅い蝶〜)는 테크모가 2003년 플레이스테이션 2를 대상으로 개발하고 배급한 일본의 서바이벌 호러 비디오 게임이다. 제로 시리즈 중 두 번째 게임으로, 첫 번째 작품과 관련성이 거의 없는 독립된 스토리를 특징으로 한다.
제로 2의 개발은 첫 번째 작품 제로를 완성한 직후 시작되었다. 수많은 플레이어들이 오리지널을 완수하기를 너무 겁먹었기 때문에 테크모는 후속작의 스토리를 플레이어의 게임 완수에 더 흥미를 끌 수 있도록 만들었다. 그럼에도 불구하고 공포는 여전히 이 게임의 핵심이다.
출시 후 제로 2는 긍정적인 평가를 받았으며 지금까지 개발된 가장 무서운 비디오 게임들 가운데 하나로 널리 인식되었다.

## 평가
| 평론 점수 평론사 점수 PS2 엑스박스 유로게이머 8/10 [ 1 ] 9/10 [ 2 ] 패미츠 33/40 [ 3 ] 게임 인포머 9/10 [ 4 ] 9.3/10 [ 5 ] 게임스팟 8.2/10 [ 6 ] 8.3/10 [ 7 ] 게임스파이 [ 8 ] [ 9 ] IGN 8.5/10 [ 10 ] 8.4/10 [ 11 ] 통합 점수 메타크리틱 81/100 [ 12 ] 84/100 [ 13 ] |        |          |
| 평론 점수 |        |          |
| 평론사 | 점수   | 점수     |
| 평론사 | PS2    | 엑스박스 |
| 유로게이머 | 8/10   | 9/10     |
| 패미츠 | 33/40  |          |
| 게임 인포머 | 9/10   | 9.3/10   |
| 게임스팟 | 8.2/10 | 8.3/10   |
| 게임스파이 | [ 8 ]  | [ 9 ]    |
| IGN | 8.5/10 | 8.4/10   |
| 통합 점수 |        |          |
| 메타크리틱 | 81/100 | 84/100   |